# Gunnar Sjöstedt (konstnär)
Gunnar Lincoln Thorgny Sjöstedt, född 22 januari 1870 i Färnebo socken, Värmlands län, död 4 mars 1925 i Stockholm, var en svensk tecknare och målare.
Sjöstedt omnämns av Rudolf Gagge som tecknare vid Nordiska museet 1891. Han var representerad med en akvarell föreställande Högvakten vid Södermalmstorg på utställningen Stockholm i bild som visades på Liljevalchs konsthall i Stockholm 1919.  